# Busije (Federacja Bośni i Hercegowiny)
Busije – wieś w Bośni i Hercegowinie, w Federacji Bośni i Hercegowiny, w kantonie uńsko-sańskim, w gminie Bosanski Petrovac. W 2013 roku liczyła 24 mieszkańców, z czego większość stanowili Boszniacy.